# Mega Man X3
Mega Man X3, conhecido como Rockman X3 (ロックマンX3, Rokkuman Ekkusu 3) no Japão, é um jogo eletrônico desenvolvido pela Capcom para o Super Nintendo Entertainment System (SNES). O jogo foi originalmente lançado no Japão em 1.º de dezembro de 1995 e, posteriormente, na América do Norte e regiões que usam o sistema PAL, em 1996. É o terceiro jogo da série Mega Man X e o último a aparecer no SNES. Mega Man X3 tem lugar em um futuro fictício em que o mundo é habitado por seres humanos inteligentes e robôs chamados "Reploids". Tal como os seus criadores humanos, alguns Reploids se envolvem em destrutivos crimes e são rotulados como "Mavericks". Depois de derrotarem duas vezes Sigma o líder dos Mavericks, os heróis Mega Man X e Zero têm de lutar contra um cientista Reploid chamado Dr. Doppler e sua utopia de seguidores Mavericks.

## Personagens Principais
X: o robô original construído por Thomas Light. Foi encontrado por Cain que originou a nova geração de robôs conhecida como "reploids". É o personagem principal da série X, não sofreu nenhuma alteração de jogabilidade neste jogo.
Zero: parceiro e melhor amigo de X, considerado por alguns como "coadjuvante" ou "personagem principal", tem seu papel secundário neste jogo, se tornando jogável só em alguns momentos. Apresenta jogabilidade diferente da apresentada nos jogos seguintes, podendo ainda utilizar seu Z-Buster, mas seu Z-Saber pode apenas ser utilizado como combo, após acumular energia.
Dr. Doppler: cientista reploid que criou um computador neural capaz de neutralizar as atividades Mavericks, que os impedem de agirem sem controle ou em desacordo com o ordenado.
Muitos reploids se juntaram e criaram uma cidade junto a ele, nomeando de "Doppler Town", uma comunidade utópica perfeita. Mas após alguns meses, os Mavericks que deveriam ter sido neutralizados pelo computador neural se mostraram de novo como inimigos, e todos os investigadores do Maverick Hunters apontaram Dr. Doppler como o organizador da revolta.
Dr. Cain: cientista humano que descobriu X e criou os "reploids" baseados na estrutura dele. Neste jogo, Cain aparece raras vezes apenas para comunicar X e Zero sobre algo incomum ocorrido.
Sigma: o ex-comandante dos Maverick Hunters que organizou a primeira revolta contra os humanos e espalhou o Zero Virus, iniciando a Maverick Wars (Guerras Maverick). Retorna para manipular Dr. Doppler através do vírus, fazendo-o criar um novo e muito mais poderoso corpo para destruir X e Zero definitivamente.

## Resumo
A Doppler Town entra em rompimento pela revolta dos Mavericks liderada por seu próprio fundador, Dr. Doppler. X e Zero eliminam muitos Mavericks pelos arredores da Doppler Town, e a partir dos dados dos Mavericks analisados pelo Dr. Cain, a localização da base de Doppler é revelada. Após o confronto com Doppler, foi descoberto que ele fora manipulado pelo vírus de Sigma, e induzido a construir um terrível novo corpo para o mesmo. Após mais um duro confronto, X derrota Sigma mais uma vez.

## Chefes, Armas e Fraquezas
| Chefes                                 | Espécie        | Dados da Missão | Armas          | Fraquezas      |
| -------------------------------------- | -------------- | --- | -------------- | -------------- |
| Blast Hornet (Vespa Explosiva)         | Vespa          | Blast Hornet costumava ser o segundo em comando da Unidade Especial 0 dos Maverick Hunters. Quando seu superior, Zero, recebeu uma missão para ir para Doppler Town investigar uma base de armas, Blast Hornet entrou em seu lugar já que Zero estava em uma missão. Quando o vírus Sigma começou a infectar Reploids na cidade, Blast Hornet foi vítima do vírus e se tornou um Maverick, mudando de personalidade, traindo os Hunters e juntando-se ao exército de Dr. Doppler, Hornet então tomou controle de um arsenal abandonado. | Parasitic Bomb | Gravity Well   |
| Blizzard Buffalo (Búfalo Nevasca)      | Búfalo         | Ele é realmente um artista que ama a paz, mesmo com o vírus Maverick. Assim, ele é (para todos os efeitos) mais uma vítima inocente das Guerras Maverick. Sua ocupação original era de um bondoso escultor de gelo para uma estação de esqui, agora Buffalo congelou toda a cidade e põe em perigo vidas inocentes. | Frost Shield   | Parasitic Bomb |
| Gravity Beetle (Besouro Gravidade)     | Besouro        | Ele era um Maverick Hunter da 17.ª Unidade, mas após a morte de seu irmão, Boomer Kuwanger, pelas mãos de X, ele queria vingar a sua morte e juntou forças com o Dr. Doppler para exterminar X, ele se tornou Maverick por escolha própria, não pelo vírus. | Gravity Well   | Ray Splasher   |
| Toxic Seahorse (Cavalo Marinho Tóxico) | Cavalo Marinho | Sob as ordens do Dr. Doppler, ele assumiu o controle de uma grande barragem para restringir o fornecimento de água potável para os seres humanos. | Acid Burst     | Frost Shield   |
| Volt Catfish (Peixe Gato Elétrico)     | Peixe Gato     | Ele tem um gerador de energia incrível construído em seu corpo, que ele usou para fornecer energia para as cidades em tempos de crise. Uma vez que possuía uma alma lúdica antes que o vírus o infectasse, agora ele causa estragos no Centro de Controle de Energia, sugando a energia para o centro de pesquisa de Doppler. | Triad Thunder  | Tornado Fang   |
| Crush Crawfish (Lagosta Trituradora)   | Lagosta        | Devido a uma falha em sua IA que o fez incapaz de diferenciar inimigo de aliado, ele era violento e inclinou-se para ser um Maverick antes mesmo da Revolta Original de Sigma, na época foi considerado o Reploid perfeito para ser usado durante a rebelião de Sigma, mas ele foi considerado muito perigoso para utilizar, devido aos seus padrões de pensamentos imperfeitos, e estava condenado para ser desmontado como resultado. No caminho, ele escapou de sua unidade de contenção e cortou todo o navio de escolta pela metade. Meses depois, ele aterrorizou o mundo com seu navio de guerra em grande escala até X chegar e confronta-lo. | Spinning Blade | Triad Thunder  |
| Tunnel Rhino (Rinoceronte Túnel)       | Rinoceronte    | Anteriormente, ele trabalhou como mineiro numa mina de cristal de energia, mas quando foi a Doppler Town a convite ele se tornou um Maverick. Agora, sob as ordens de Doppler, ocupa uma pedreira e usa sua Tornado Fang (sua arma de perfuração) para propósitos destrutivos. | Tornado Fang   | Acid Burst     |
| Neon Tiger (Tigre Neon)                | Tigre          | Originalmente, ele era um caçador furtivo, projetado para garantir que ninguém tentasse roubar e/ou prejudicar a pequena quantidade restante de vida selvagem natural, mas se tornou um Maverick depois de ser infectado com o vírus Maverick. | Ray Splasher   | Spinning Blade |

## Armaduras e atualizações
- Max Armor ou Hyper Armor:

Armadura obtida por X nas fases dos oito chefes. As cápsulas estão dispostas de forma que em cada fase pode-se encontrar ou uma cápsula de chip (rosa) ou uma de parte da Max Armor (verde). Só se pode obter uma das quatro cápsulas de chip, e é necessário ter a parte da Max Armor correspondente.
Cabeça: possibilita X de receber dados via satélite sobre a fase em que se encontra, podendo visualizar inclusive as áreas de localização de cápsulas, sub-tanks e heart-tanks e, inclusive CHIPS (exceto a Golden Armor). O chip da parte da cabeça permite que X recarregue sua energia apenas ao ficar parado.
Braços: X poderá atirar dois tiros carregados de uma vez, de forma similar ao X2. Se os dois tiros se encontrarem, suas energias se fundem e se amplificam. O chip dos braços garante a X a habilidade de "Hyper Charge", que como um especial, pode ser recarregada ao receber dano. X pode atirar diversos tiros carregados seguidos sem precisar carregar, mas tal função consome a energia necessária.
Corpo: se X receber dano, um campo de energia o envolverá e protegerá por tempo limitado. O chip aumenta o poder defensivo de X, recebendo ainda menos dano.
Pernas: permitem X realizar o air-dash, podendo até direcioná-lo para cima. Com o chip, X poderá realizar um dash duplo.
- Hyper Special Armor, Golden Armor, Hyper Gold Armor ou Max Gold Armor:

Armadura que contém todas as habilidades que podem ser adquiridas individualmente com cada chip. Pode ser encontrada no primeiro estágio do Dr. Doppler (Godkarmachine O'Inary ou Press Disposer), de forma similar a como se obtinha o Shoryuken no X2. Necessita-se ter todos os heart-tanks, sub-tanks, todas as partes da Max Armor, nenhum chip e com a energia cheia.
- Heart-Tanks:

Assim como em Mega Man X e Mega Man X2, são itens que podem ser encontrados um em cada fase, que aumentam o tamanho da barra de energia do X.
- Sub-Tanks:

Com tais itens, X pode armazenar energia para uso posterior. Uso de forma similar ao de Mega Man X e X2.
- Ride Armors:

Ride Armors na verdade são como robôs móveis, os quais, quando você controla o Mega Man X, você pode, digamos, montar neles. Eles são como se fosse uma armadura móvel e possuem um tanque de vida, assim como o X.
Bem, só que antigamente, você encontrava essas armaduras no meio da fase, e simplesmente montava nelas. No X3, no entanto, você pode "invocar" o poder delas em locais específicos depois de pegar os itens respectivos, que são os corações pequenos com as letrinhas.
No entanto, no X3, você não pode usar essas armaduras sem pegar a armadura Ride Armor principal antes, que é a Chimera Armor. Diferentemente das outras, esta não é um item em forma de coração, e sim um robô mesmo que fica escondido na fase do Blast Hornet.
- Z-Saber:

X pode obter o Z-Saber de seu amigo, o utilizando de forma similar ao que Zero o usa neste jogo. Para obtê-la, derrote Bit, Byte e 6 dos 8 mavericks. Depois, vá até a fase do Volt Catfish e na primeira plataforma, desça por ela e entre na cápsula. Assim você será teleportado para uma fase diferente onde o chefe inimigo é Vile MK2. Derrote Vile MK2 com o X-Buster (quando Vile estiver no Ride Armor) e o ataque Ray Splasher (quando Vile estiver fora do Ride Armor). Depois de Vile ser destruído, escape da fase em 50 segundos. Depois, na segunda fase do Doppler, se aparecer uma curta parte da fase cheia de água depois da cápsula do Ride Armor, o truque funcionará. Passe pela parte da água sem receber dano e na porta do inimigo, troque para Zero, entre, e lute contra o subchefe Moskitus e vença-o. Então ele cairá em cima de Zero deixando-o fraco e assim Zero irá dar a Saber para X. A Saber com X lançará um ataque que pode tirar até metade da energia de um chefe inimigo.

## Extras
- Versão para PS1, Sega Saturn, PC, PS2 e GameCube: Mega Man X3 foi o primeiro jogo da série a sair para PS2, Sega Saturn e GameCube como Mega Man X Collection, e teve como maior novidade a aparição de animes durante o percorrer e na abertura do jogo, contando um pouco a história do mesmo e principalmente porque é o único jogo da série até hoje que as apresentações dos chefes também estão em animes, dando um novo charme ao jogo (mas os desenhos animados tem inúmeros erros grotescos de produção e de linearidade, como o Zero sem ombreiras em algumas partes e em outras com). As músicas e efeitos sonoros foram remixados, com qualidade melhor que aqueles do Super Nintendo. A versão para 32 Bits saiu no ano de 1996.
- Versão não-oficial para Mega Drive: Existe uma versão hackeada para Sega Genesis, com alguns defeitos, músicas trocadas, erros de partes do jogo que o faz ficar incompleto. Esse jogo não é muito popular entre os jogadores, que preferem suas versões originais (SNES, PS2, Sega Saturn). Mas sua versão física (cartucho) - assim como sua versão original para Super Famicom - ficou muito valorizada com o passar dos anos, mesmo sendo um jogo não-oficial.
- Versão cancelada para 3DO: Em 2012 foi descoberto que Mega Man X3 teria a sua versão para 3DO e seria a mesma versão para PSX, Sega Saturn, PC, PS2 e GameCube, mas devido a rejeição do console, a Capcom por sua vez cancelou essa versão.